# Filipe da Costa
Filipe Gui Paradela Maciel da Costa est un footballeur portugais né le 30 août 1984 à Lisbonne. Il joue au poste de milieu gauche.

## Biographie
Filipe da Costa joue 53 matchs en 1re division grecque et 13 matchs en 1re division bulgare.
Il remporte la Coupe de Grèce en 2007 et se voit sacré Champion de Bulgarie en 2009.

## Carrière
- 2001-2002 : Amora FC  Portugal (formation)
- 2002-2003 : Benfica Lisbonne  Portugal (formation)
- 2003-2004 : SC Farense  Portugal
- 2004- janv. 2007 : Ionikos Le Pirée  Grèce
- 2007 : AEL Larissa  Grèce
- 2007-2008 : Leeds United  Angleterre
- 2008 : CSKA Sofia  Bulgarie
- 2009 : Levski Sofia  Bulgarie
- 2009-2010 : CD Nacional  Portugal
- 2010 : Estoril-Praia  Portugal[1],[2]

## Palmarès
- Vainqueur de la Coupe de Grèce en 2007 avec l'AEL Larissa
- Champion de Bulgarie en 2009 avec le Levski Sofia